# Trần Văn Viễn
Trần Văn Viễn (sinh ngày 23 tháng 7 năm 1932) là kỹ sư, quan chức và chính khách người Việt Nam, cựu Tổng trưởng Bộ Giao thông và Bưu điện Việt Nam Cộng hòa.

## Tiểu sử
Trần Văn Viễn sinh ngày 23 tháng 7 năm 1932 tại Chợ Lớn, Nam Kỳ, Liên bang Đông Dương.:924
Năm 1957, ông tốt nghiệp Trường Điện tử Viễn thông Quốc gia Paris (École Nationale Supérieure des Télécommunications) tại Pháp, ra trường hành nghề kỹ sư viễn thông.:924
Từ năm 1959 đến năm 1969, ông giữ chức Viện trưởng Trường Quốc gia Bưu điện Viễn thông.:924 Từ năm 1963 đến năm 1968, ông trở thành Giám đốc Nha Bưu điện miền Nam và Cao nguyên Trung phần Việt Nam.:924 Rồi tiếp tục lên làm Giám đốc Nha Viễn thông từ năm 1968 đến năm 1969.:924
Dưới thời Đệ Nhị Cộng hòa, ông được mời làm Tổng trưởng Bộ Giao thông và Bưu điện trong nội các Trần Thiện Khiêm từ năm 1969 đến năm 1973.:924 Cuối năm 1973, ông cùng bốn vị Tổng trưởng khác quyết định đệ đơn từ chức lên Tổng thống Nguyễn Văn Thiệu và được chấp thuận. Điều này khiến cho Thủ tướng Khiêm phải cải tổ nội các của mình vào đầu năm 1974. 
Ngày 25 tháng 3 năm 1982, ông nhập quốc tịch Mỹ tại thành phố Dallas, bang Texas.

## Đời tư
Theo cuốn Who's who in Vietnam năm 1974, Trần Văn Viễn theo tín ngưỡng thờ cúng tổ tiên, đã lập gia đình và có ba người con.:924

## Vinh danh
- Huân Chương Cảnh Tinh Đại Thụ Trung Hoa Dân Quốc[3]